# Trogkofel
De Trogkofel (Italiaans: Creta di Aip) is een 2280 meter hoge berg in de Karnische Alpen, op de grens van Oostenrijk en Italië, in het gebied rond Naßfeld.
De wandeling naar de top is zeer moeilijk, vaak wordt het ook afgeraden door de kans op vallend gesteente. Op de top staat een Gipfelkreuz.